# Apollo III
Cet article concerne le bateau canadien. Pour la mission spatiale, voir AS-202.
L’Apollo III était un senneur de hareng canadien. Long de 35 mètres et basé au port de Caraquet depuis 1971, c'était l'un des principaux bateaux de pêche canadiens, en plus d'être un bateau emblématique. À la suite de nombreuses tractations, il a été vendu en mai 2008 à une entreprise équatorienne, renommé et transformé en thonier.

## Caractéristiques

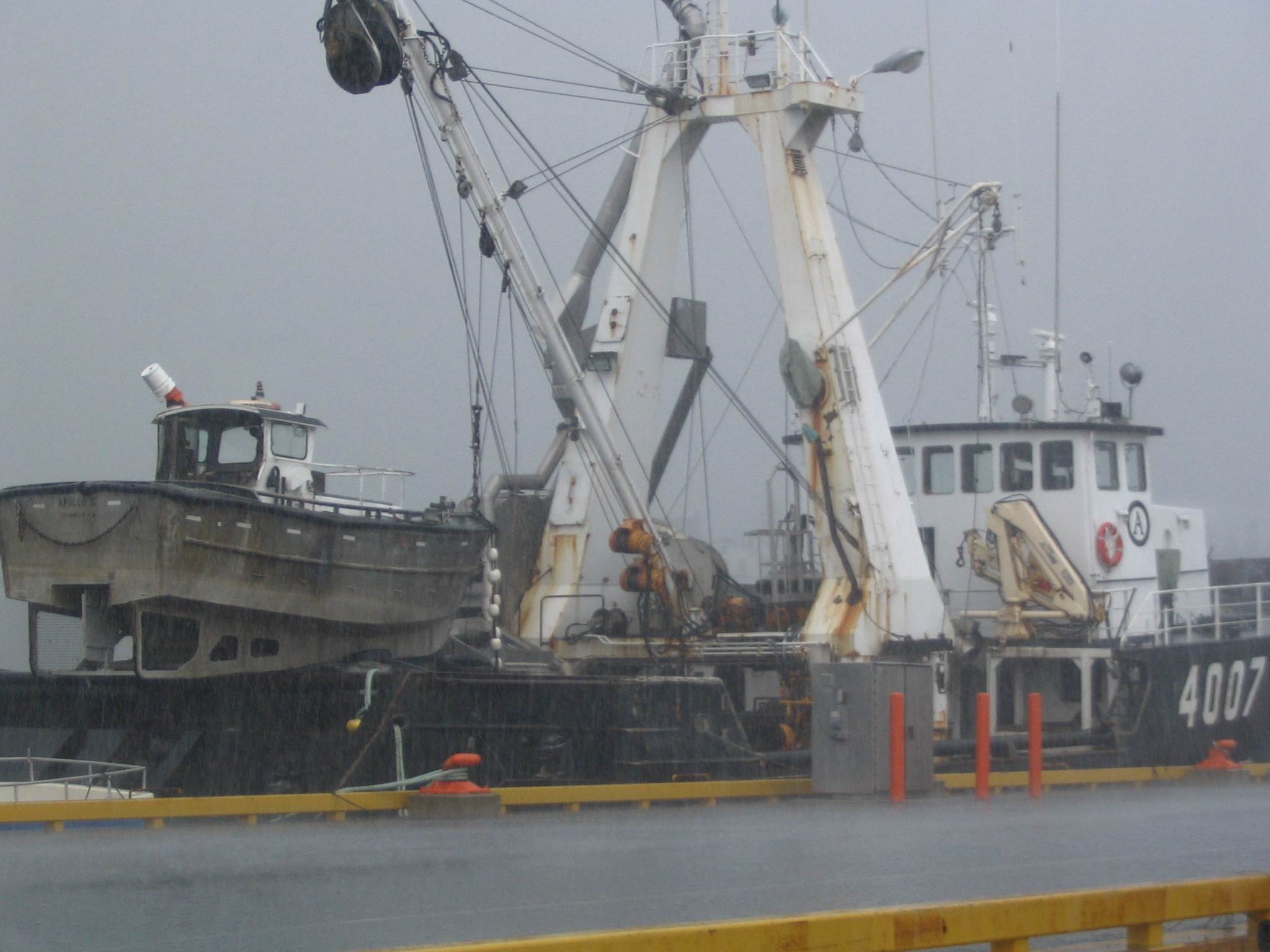
Vue de la poupe, permettant de voir les différents équipements.

L’Apollo III était en 2007 l'un des cinq senneurs du Nouveau-Brunswick et parmi les plus importants bateaux de pêche.
L’Apollo III est doté de quatre ponts. Dans la superstructure, le pont supérieur est occupé par le poste de pilotage, doté d'ordinateurs et d'instruments variés. La cabine du capitaine, sur le deuxième pont, est accessible par un petit escalier. Un autre escalier mène au troisième pont, qui comprend une cuisine, les quartiers de l'équipage et une salle de bain.
L’Apollo III peut emporter 400 tonnes de hareng réfrigéré, mais en a déjà transporté jusqu'à 600 tonnes. Il fut utilisé pendant les premières années pour pêcher du sébaste avec une senne semi-pélagique.

## Équipage
L'un des six fils de Roméo Michon, Paul-Émile, l'a remplacé en 1987 à titre de capitaine. Ses cinq autres fils ont en fait travaillé à différentes époques sur le bateau. L'équipage était formé de huit personnes, dont le capitaine Paul-Émile Michon, ses frères Yvon et Jean-Guy ainsi que son fils Joël,.

## Histoire

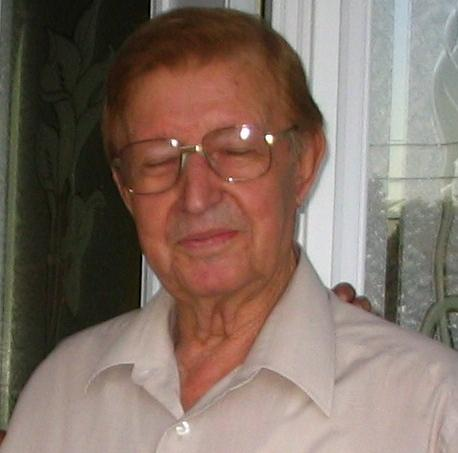
Roméo Michon.

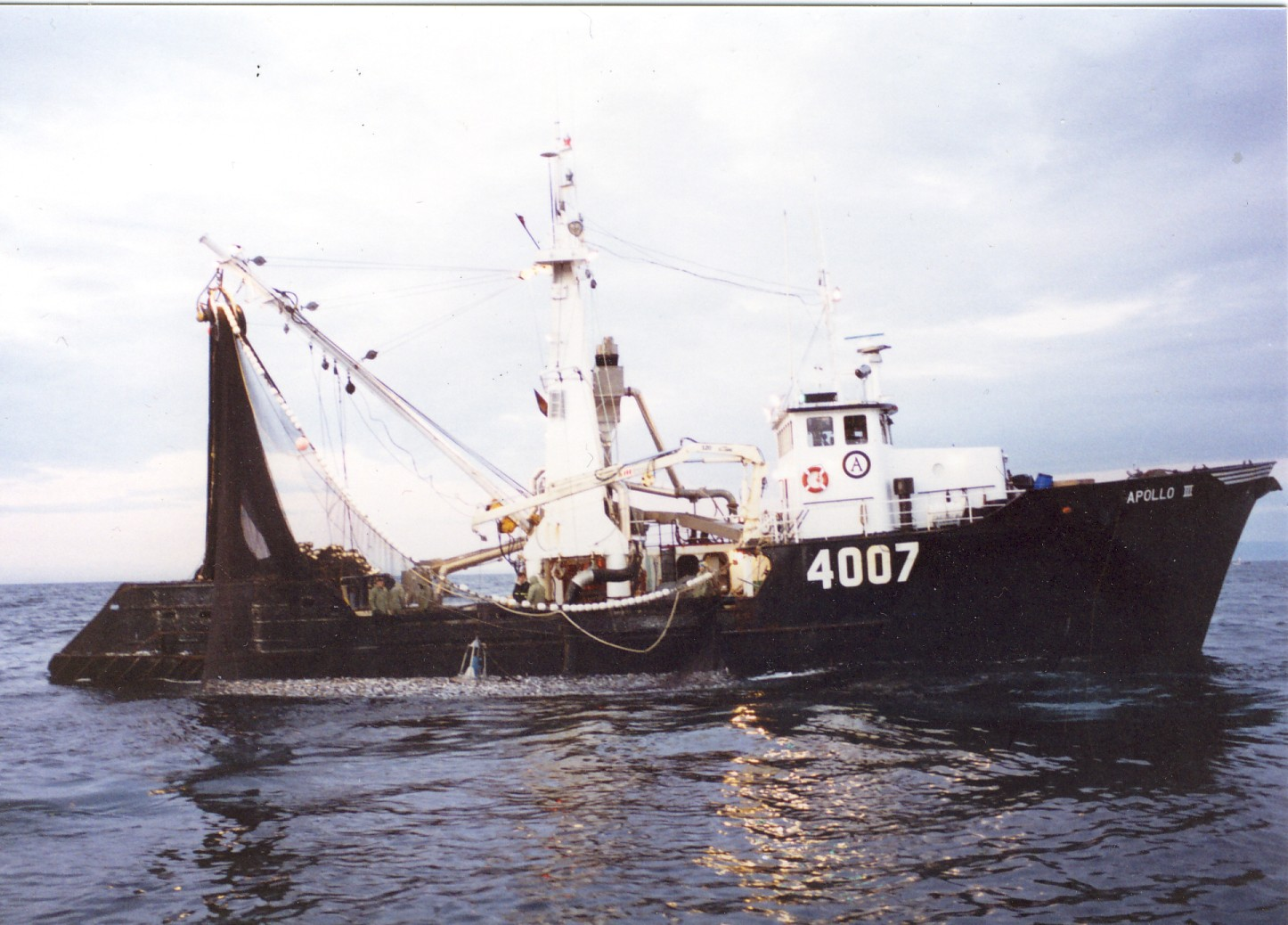
L’Apollo III en mer, en 1995.

### Origines
Roméo Michon commença sa carrière de pêcheur vers l'âge de 15 ans vers 1940. Il travailla en premier lieu sur la goélette de son grand-père. Roméo Michon acheta son premier bateau, l’Yvon Mariette, dans les années 1950. Ce nom est en l'honneur de deux de ses enfants. Roméo Michon a acheté un second bateau, le Rhéa M., en 1965. Ce dernier était aussi nommé d'après deux de ses enfants. Il fut le premier bateau construit à Bas-Caraquet dépassant 85 pieds de long, ce qui fit déclarer aux propriétaires du chantier, Rufus Gionet et Aurélien Lanteigne, que l'avenir de la construction navale à Caraquet était prometteur. L’Apollo III a été commandé en 1969 et il a été inauguré en 1971. Il fait en fait partie d'une série de cinq bateaux identiques, avec le Martina Mariner, le Martina Maid, le Nicole Daniel et le Margareth Elizabeth. Roméo Michon voulait le baptiser Apollo, en l'honneur du programme Apollo mais un autre bateau portait déjà ce nom. Le nom a donc été changé pour Apollo III, car cela était le troisième bateau du capitaine.

### Naufrage duLady Audette
L’Apollo III partit pour son premier voyage de pêche le 21 avril 1971 à 16 h 30 de Pictou. Le bateau arriva aux rochers aux Oiseaux, aux îles de la Madeleine, le 22 avril à 6 h 30 et chercha du poisson toute la journée. Le vent devint de plus en plus fort jusqu'à atteindre de 10 à 15 milles à l'heure et le capitaine dirigea le bateau à l'abri. À 18 h 15, il reçut un appel d'urgence du Lady Audette : « Roméo, vient vite vers nous, on renverse. ». Ce dernier se trouvait alors à 47°47’30" N et 61° O, soit environ 1 mille à un mille et demi en arrière de l’Apollo III,. Le bateau tourna tout de suite et rencontra le Lady Audette à 18 h 30. Le bateau avait déjà chaviré et l'équipage de l’Apollo III dut sortir le bateau de sauvetage. Ils purent seulement sauver 5 marins, soit Conrad Blanchard de Bas-Caraquet, Henri-Jean Blanchard de Caraquet, Henri Lanteigne de Bas-Caraquet, Siméon Lanteigne de Bas-Caraquet et Réjean Robichaud, de Bertrand. Les noyés furent Romuald Gionet de Bas-Caraquet, Alfred Godin de Sainte-Marie-sur-Mer et Aristide Chiasson de Bas-Caraquet. L'équipage chercha des survivants pendant une demi-heure. Un appel de détresse fut lancé vers 18 h 55 à Rivière-au-Renard. L’Apollo III prit la route de Cap-aux-Meules vers 19 h 30 car l'un des survivants était très malade. L'équipage lui donna les premiers soins et le bateau arriva à destination le 23 avril à 1 h 30 mais l'homme trouva la mort.
Trois membres de l'équipage de l’Apollo III ont eux-mêmes fait naufrage durant les années 1990 et 2000 mais ont survécu.

### Vente

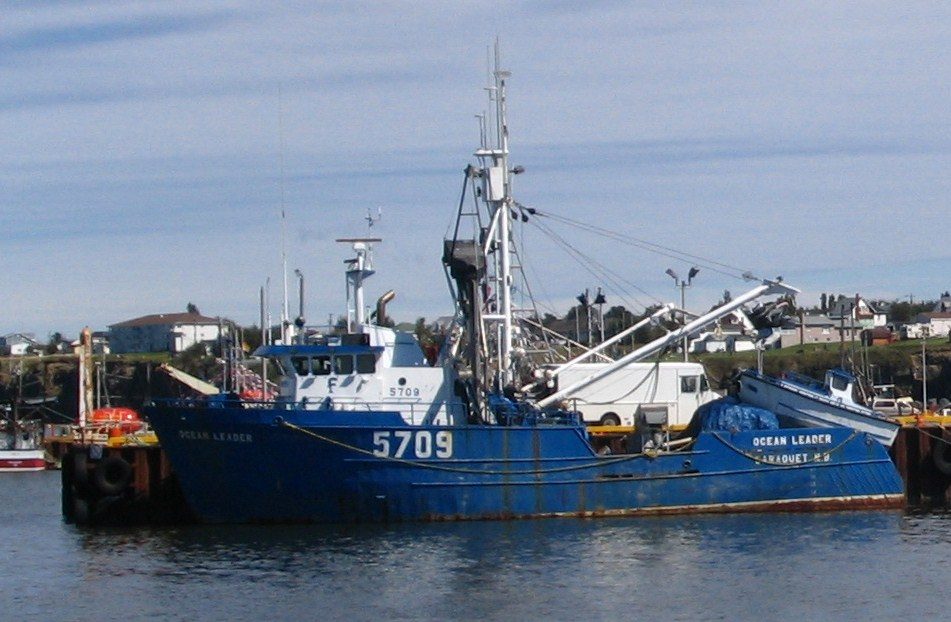
LOcean Leader, un bateau de Caraquet ayant eu un sort similaire.

Le bateau fut vendu en 2005 à Canadian Ocean, de Grande-Anse. Le bateau fut revendu en 2007 au Groupe Barry, de Terre-Neuve-et-Labrador, en même temps que l’Ocean Leader, un autre senneur important de Caraquet.
Le bateau fut vendu à nouveau à une entreprise équatorienne au début 2008. Cela consterna la population de la ville, et plusieurs personnes vinrent observer une dernière fois le bateau. L’Apollo III a quitté le port de Caraquet le 17 mai 2008 à une heure de l'après-midi.
Hédard Albert, ministre et député de Caraquet à l'Assemblée législative du Nouveau-Brunswick, a affirmé que la perte de ces deux navires allait nuire au travail en usine, car les travailleurs attendaient souvent la période du hareng pour travailler assez afin de se qualifier à l'assurance-chômage.
Il a aussi affirmé que le gouvernement suivait la situation de près et que des discussions allaient être faites avec le groupe Barry, toujours détenteur des quotas de pêche au hareng.

## Culture
Naufrages est un documentaire sorti en 2009 sur le naufrage du Lady Dorianne et le sauvetage de l'équipage du Lady Audette. Le réalisateur est Paul-Émile d'Entremont.
Le cinéaste Luc Majno réalise un court-métrage en 2011, sur les trois derniers jours de l’Apollo III à Caraquet.